# Thalassodrilus firmus
Thalassodrilus firmus är en ringmaskart som först beskrevs av Erséus 1979.  Thalassodrilus firmus ingår i släktet Thalassodrilus och familjen glattmaskar. Arten är reproducerande i Sverige. Inga underarter finns listade i Catalogue of Life.